# Billy Kettle
William Walderham Kettle (10 tháng 9 năm 1898 - 12 tháng 10 năm 1980) là một cầu thủ bóng đá người Anh thi đấu ở vị trí tiền đạo ở Football League cho Wigan Borough, Southend United, Southport và Grimsby Town.